# Tarrafas
Tarrafas é um município brasileiro do estado do Ceará. Localiza-se no Centro Sul Cearense na Microrregião de Várzea Alegre. Em 2010 sua população foi estimada em 8 910 habitantes distribuídos em 454,390 km² de área.

## História
O território do município ficava entre duas grandes nações indígenas dos sertões, os Cariris, ao sul e os Jucás, ao norte. Ambos os povos fizeram forte resistência aos invasores europeus, protagonizando conflitos contra os bandeirantes e sertanejos que rumavam para os sertões em busca de escravizar ou dizimar os povos indígenas.
Tarrafas teve sua primeira emancipação no ano de 1963, mas em 1964 voltou a ser um distrito de Assaré pelo motivo da implantação ditatorial no Brasil, após esse ocorrido conseguiu realmente se emancipar no dia  21 de outubro de 1987, esta data marca a sua emancipação política e teve sua primeira eleição realizada em outubro de 1988, tendo sido eleito como primeiro prefeito o Sr. Tertuliano Cândido de Araújo.
A origem de Tarrafas aconteceu nos meados do século XIX, por volta do ano de 1866, aqui chegou vindo da Paraíba uma senhora por nome de  Dona Teresa Moreira, trazendo consigo sua família e grande parte do seu patrimônio e aqui fixou sua morada. Construiu uma casa grande e uma pequena capela ambas de taipa, apossando-se das terras próximas ao rio Bastiões que corta o município de oeste a leste. Devido a grande quantidade de aroeira até 1879, era chamada a localidade de Sítio  Aroeira. A partir desta data conta-se que um homem (até então de nome desconhecido) foi pescar em um poço do Rio Bastiões, devido a profundidade das águas do poço a rede de pescar (conhecida como tarrafa) ficou presa no fundo do poço. Daí então os habitantes da redondeza ficaram chamando de “poço da tarrafa”, originando o nome de Tarrafas, que aos poucos foram sendo construídas casas, tornando-se povoado, vila até chegar a categoria.

## Geografia

### Clima
O Clima do Município de Tarrafas é Tropical quente semiárido em todo o seu território, com temperaturas geralmente acima dos 30C°.

### Hidrografia
O Município de Tarrafas está inserido na Bacia Hidrográfica do Alto Jaguaribe. A principal fonte de água do Município de Tarrafas é o Rio Bastiões que corta o município.

### Vegetação
A vegetação do município de Tarrafas é a Caatinga.

## Economia
O PIB do Município de Tarrafas em 2008 era de 25 021, 138 mil. As principais fontes de renda do Município de Tarrafas são a Pecuária e a Agricultura, além do pequeno comércio que atende as necessidades da população municipal.

## Eventos
Os principais eventos culturais do Município de Tarrafas são:
Festa de Nossa Senhora das Angústias (08 a 15 de agosto)
Festa de Outubro (Emancipação Política do Município)
Festival de Quadrilhas Juninas (Junho)

## Turismo
Os principais Pontos Turísticos do município de Tarrafas são:
-Casarão da Vila Nova
-Rio Bastiões
-Igreja Matriz Nossa Senhora das Angústias

## Bairros
- Alto da Bulandeira
- Avenida
- Baixada
- Centro
- Populares
- Outro lado do Rio

## Padroeira
Até 1919, a padroeira de Tarrafas foi Nossa Senhora das Dores. No ano anterior, houve uma campanha para aquisição de um vulto maior da Santa. Mandaram comprar em Fortaleza. O caixote com a imagem, veio no trem até Iguatu e seguiu em lombo de burro até o destino final. Quando a embalagem foi aberta, causou enorme espanto. O vulto não era de Nossa Senhora das Dores e sim, de uma santa desconhecida.
Mandaram um portador chamar imediatamente o Padre Emílio Leite Álvares Cabral, vigário da Paróquia de Assaré, a quem Tarrafas estava ligada. Ao chegar, o padre conheceu. Não era mesmo Nossa Senhora das Dores e sim: Nossa Senhora das Angústias. Muitos fiéis ficaram frustrados. Mas o padre Emílio lembrou que voltar com a imagem era uma tarefa dolorosa e demorada.
Pediu que aceitassem a Santa, que reconhecia não ser uma identidade comum da Mãe de Cristo, mas que era também Nossa Senhora e até padroeira da cidade de Granada, na Espanha. Ela apareceu na catedral daquela cidade, milagrosamente. Resolveram então aceita-la e naquele mesmo ano, mesmo de seca, celebraram a festa da nova padroeira que é no dia 15 de agosto.

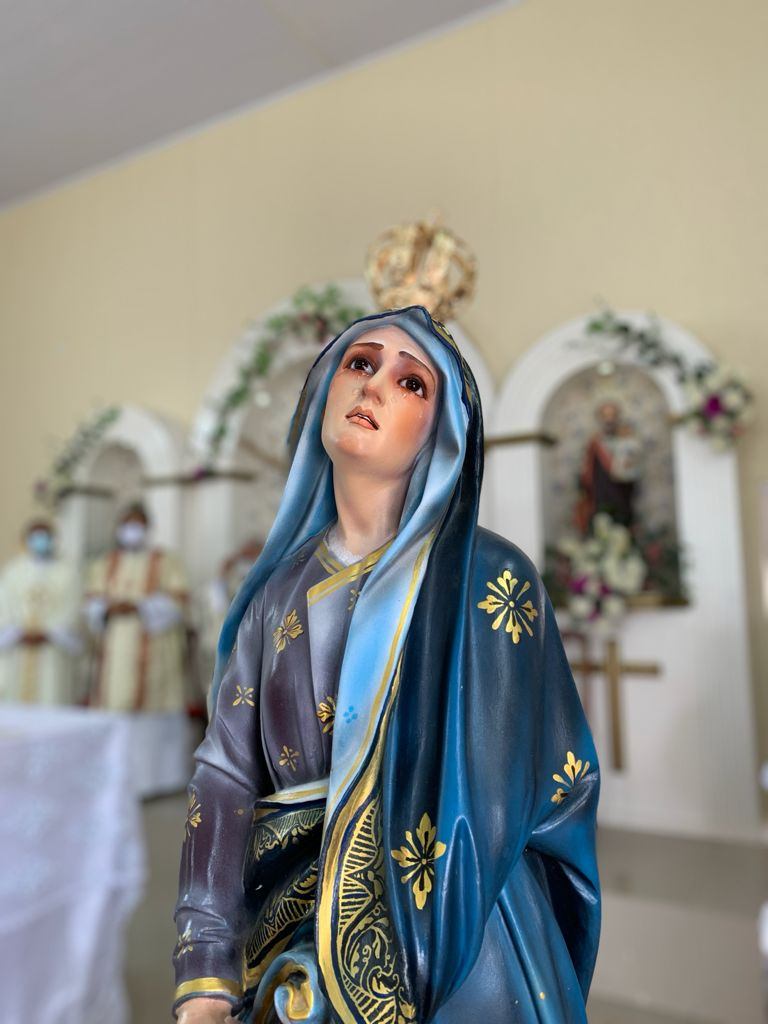
Padroeira da Cidade